# В Москве проездом…
«В Москве проездом…» — советский художественный фильм. Первая роль в кино Натальи Гундаревой.

## Сюжет
Фильм состоит из четырёх историй, героев которых объединяет то, что все они ненадолго посетили Москву. И каждого в столице ожидали новые встречи, для кого-то ставшие судьбоносными.

## В ролях
- Евгений Карельских — Володя Торохов
- Сергей Шакуров — Степан
- Наталья Гундарева — продавщица биноклей в ГУМе (кинодебют)
- Николай Мерзликин — Николай
- Ходжом Овезгеленов — Яшулы Актельпек-ака
- Лидия Константинова — Юля Синёва
- Вячеслав Невинный — Валентин
- Вера Кузнецова — Клавдия Ивановна Емельянова, бабушка Лены
- Надежда Карпушина — Нина, сотрудница типографии
- Валентина Егоренкова — Лена Емельянова (Морозова)
- Всеволод Кузнецов — пассажир самолёта
- Олег Анофриев — Алик, поэт
- Юрий Белов — Коля, таксист
- Валентина Беляева — Валентина Петровна Емельянова, приёмная мать Лены, дочь Клавдии Ивановны
- Юрий Визбор — ответсек газеты «Вечерняя Москва»
- Игорь Костолевский — сержант (кинодебют)
- Инна Ульянова — официантка в ресторане

## Съёмочная группа
- Авторы сценария: Герман Дробиз, Борис Лобков, Людвига Закржевская, Анна Пайтык
- Режиссёр-постановщик — Илья Гурин
- Главный оператор — Евгений Давыдов
- Главный художник — Борис Дуленков
- Композитор — Ян Френкель
- Цветной, звуковой

## История создания
В июньском выпуске журнала «Советский экран» за 1970 год коротко сообщалось о том, что режиссёр Илья Гурин приступил к съёмкам фильма под названием «Москва, проездом» на киностудии имени Горького. Там же сообщалось, что четыре новеллы, из которых состоит сценарий, были написаны выпускниками Высших сценарных курсов А. Пайтык, Л. Закржевской, Б. Лобковым и Г. Дробизом. Утверждалось, что в сценарных новеллах «лирически и с добрым юмором рассматриваются интересные характеры наших современников, приехавших в столицу и попадающих здесь в острые комедийные обстоятельства».